# Impromptu (película)
Impromptu es  una coproducción británico-francesa de 1991, dirigida por James Lapine. Protagonizada por Judy Davis y Hugh Grant en los papeles principales.

## Reparto
- Judy Davis - George Sand (Aurora)
- Hugh Grant - Frédéric Chopin
- Mandy Patinkin - Alfred de Musset
- Bernadette Peters - Marie D'Agoult
- Julian Sands - Franz Liszt
- Ralph Brown - Eugène Delacroix
- Georges Corraface - Felicien Mallefille
- Emma Thompson - Duquesa D'Antan
- Anton Rodgers – Duque D'Antan
- Anna Massey – Madre de George Sand
- David Birkin - Maurice
- Nimer Rashed - Didier
- Fiona Vincente - Solange
- John Savident - Buloz
- Lucy Speed – Aurora joven

## Premios
- Premio Independent Spirit Awards 1992 : a la mejor actriz principal (Judy Davis)

Nominaciones
- Premio Independent Spirit Award 1992 : a la mejor actriz secundaria (Ema Thompson)

- Datos: Q2118505